# Maanam (album)
Maanam – debiutancki album studyjny zespołu Maanam wydany w 1981 roku przez wytwórnię płytową Wifon. Nagrania zrealizowano w studio Rozgłośni PR w Lublinie, w dniach: 25.08-10.09.1980 r. Realizacja nagrań: Andrzej Poniatowski i Włodzimierz Kowalczyk
Marek Jackowski o albumie:

„Mieliśmy szczęście, że nagrywał to właściwy człowiek, czyli Andrzej Poniatowski, kiedyś perkusista Klanu. Była to praca pełna obustronnego zrozumienia i bardzo fajna. Wydaje mi się, że jest to dobra płyta. Trudno mi nie lubić płyty, która ustawiła zespół na rynku. Ponieważ nie miałem nigdy gramofonu - zacząłem słuchać tych naszych płyt, gdy już były wydane na kompaktach. Uczucie jest jedno: wzruszenie. Ta płyta jest jak pierwsze dziecko. Te utwory gramy już tyle lat... 'Szał niebieskich ciał' tylko na chwilę wypadł z repertuaru. 'Karuzelę marzeń' chyba zawsze graliśmy. 'Żądza pieniądza' (...) jest uważana przez młodych za odlotowy numer, bo tam Ricardo (Ryszard Olesiński) gra dłuższą solówkę.”

{{Cytat}} Brakujące pola: treść. Przestarzałe pola: 1.
Tak o tej płycie piszą po latach recenzenci BRUMU:

„Recenzowanie tej płyty ma mniej więcej tyle sensu, co recenzowanie Pałacu Kultury. Co by nie mówić o takich utworach jak ODDECH SZCZURA, BUENOS AIRES czy SZAŁ NIEBIESKICH CIAŁ... są one, podobnie jak PKiN, rzeczą trwałą i pomimo konkurencji, wciąż jednym z najbardziej okazałych pomników rock&rolla...”

{{Cytat}} Brakujące pola: treść. Przestarzałe pola: 1.
Kamil Sipowicz o okładce albumu:

„Zdjęcie na okładkę zrobił zaprzyjaźniony z Korą i Markiem fotograf krakowskiej bohemy Jacek Szmuc. Muzycy stoją przed Volkswagenem busem, samochodem, którym się wtedy po kraju poruszali. Menadżerem zespołu był wówczas przyjaciel z pierwszego ruchu hippisowskiego w Polsce - Krzysztof Kownacki, pseudonim "Profesor"”

{{Cytat}} Brakujące pola: treść. Przestarzałe pola: 1.

## Lista utworów
Autorami wszystkich utworów są: Marek Jackowski (muzyka) oraz Olga Jackowska (słowa).
Strona 1
1. „Stoję, stoję” – 3:50
2. „Boskie Buenos (Buenos Aires)” – 3:27
3. „Biegnij razem ze mną” – 4:45
4. „Miłość jest cudowna” – 2:57
5. „Żądza pieniądza” – 4:33

Strona 2
1. „Karuzela marzeń” – 3:50
2. „Oddech szczura” – 3:20
3. „Szał niebieskich ciał” – 7:53
4. „Szare miraże” – 3:30

W 2021 z okazji jubileuszu czterdziestolecia wydania płyty, na rynku pojawiła się jej limitowana edycja, wytłoczona na krystalicznej płycie winylowej.

## Skład
- Olga Jackowska (Kora) – śpiew
- Marek Jackowski – gitara, lider
- Ryszard Olesiński – gitara solowa
- Paweł Markowski – perkusja
- Krzysztof Kownacki – kierownik zespołu

Gościnnie
- Zbigniew Namysłowski – saksofon altowy (3)
- Ryszard Kupidura – perkusja (2, 3, 5, 9)
- Krzysztof Olesiński – gitara basowa

## Wydania
- LP, Wifon, LP-028, 1981
- MC, Wifon, MC-0158, 1981
- CD, Kamiling Co., 003, 07.1991
- MC, Kamiling Co., MC-003, 07.1991
- CD, Pomaton, POM CD 103, 1995
- MC, Pomaton, POM 207, 1995
- CD, Pomaton EMI, 101051 2, 01.01.1996
- MC, Pomaton EMI, 101051 4, 01.01.1996
- CD, Pomaton EMI, 5391432, 30.03.2002 (jako BOX 2CD wraz z albumem O!)
- CD, Pomaton EMI, 3116212, 18.06.2005 (BOX "Simple Story")